# Шехович Роман
Роман Шехович (30 травня 1909, Топільниця, Галичина — квітень 1973) — український інженер-лісівник. Дійсний член НТШ.

## Життєпис
Народився в Галичині. Технічну освіту здобув у Львові й Ганновері (Німеччина).
З 1951 р. працював на Цейлоні як керівник лісово-інженерного і мисливського департаменту державної адміністрації.
1961-1965 — у Пакистані. 1965-1969 — у Чикаго (США).
Фахівець з іригації, від 1969 р. керував великим іригаційним проєктом в Індонезії.
Дійсний член НТШ, автор понад 30 наукових праць з рибальства, водного господарства й ерозії ґрунтів на Цейлоні.